# Acacia roigii
Acacia roigii o Vachellia roigii según las taxonomías más recientes es una especie de leguminosa en la familia Fabaceae. Se encuentra solo en Cuba, en Las Tunas. Está considerada en peligro de extinción por la pérdida de hábitat.

## Taxonomía
Acacia roigii fue descrita por Hermano León y publicado en Contribuciones Ocasionales del Museo de Historia Natural del Colegio "De La Salle" 9: 7–8. 1950.
Sinonimia
- Vachellia roigii (León) Seigler & Ebinger[3]